# Ben Ami
Ben Ami (hebrejsky בֶּן עַמִּי, v oficiálním přepisu do angličtiny Ben Ammi) je vesnice typu mošav v Izraeli, v Severním distriktu, v Oblastní radě Mate Ašer.

## Geografie
Leží v nadmořské výšce 28 metrů v intenzivně zemědělsky využívané a hustě osídlené Izraelské pobřežní planině, nedaleko západních okrajů svahů Horní Galileji, 3 kilometry od břehů Středozemního moře a 10 kilometrů od libanonských hranic.
Obec se nachází 2 kilometry východně od města Naharija, cca 107 kilometrů severoseverovýchodně od centra Tel Avivu a cca 25 kilometrů severovýchodně od centra Haify. Ben Ami obývají Židé, přičemž osídlení v tomto regionu je etnicky smíšené. Na západ ležící pobřežní nížina je převážně židovská, na východní a jihovýchodní straně začínají kopcovité oblasti centrální Galileji, které obývají ve vyšší míře kromě Židů i izraelští Arabové. Necelé 3 kilometry jihovýchodně od mošavu tak leží arabská vesnice Šejch Danun.
Ben Ami je na dopravní síť napojen pomocí dálnice číslo 89, která vybíhá z Naharije do města Ma'alot-Taršicha a dál do vnitrozemí Galileje.

## Dějiny
Ben Ami byl založen v roce 1949. Pojmenován je podle Ben Ami Pachtera (בן עמי פכטר), který v roce 1948, během války za nezávislost, vedl židovský konvoj z pobřežní nížiny do kopců k obleženému kibucu Jechi'am a padl při útoku Arabů spolu s desítkami dalších Židů.
Mošav Ben Ami vznikl na místě arabské vesnice Umm al-Faradž, která zde stávala do války za nezávislost v roce 1948. Křižáci ji nazývali Le Fierge. Stála tu mešita. Roku 1931 měl Umm al-Faradž 415 obyvatel a 94 domů. Během války byla tato oblast roku 1948 ovládnuta židovskými silami a arabské osídlení zde skončilo. Zástavba vesnice pak byla zbořena, s výjimkou mešity.
Zakladateli mošavu Ben Ami byla skupina židovských vojáků z Brigády Karmeli, která v této oblasti v roce 1948 bojovala. V prvním roce žili osadníci v provizorní lokalitě v nedaleké vesnici Kabri, pak se přesunuli do nynějšího místa, blíže k pobřeží.
Ekonomika mošavu je založena na zemědělství a turistickém ruchu. Část obyvatel za prací dojíždí mimo obec. Vesnice prošla počátkem 21. století stavební expanzí. V poslední etapě zatím přibylo 65 rodinných domů. Na severozápadním okraji obce, nedaleko Naharije, se rozkládá komplex nemocnice sloužící pro celou oblast západní Galileji.

## Demografie
Obyvatelstvo mošavu Ben Ami je sekulární. Podle údajů z roku 2014 tvořili naprostou většinu obyvatel v Ben Ami Židé (včetně statistické kategorie "ostatní", která zahrnuje nearabské obyvatele židovského původu ale bez formální příslušnosti k židovskému náboženství).
Jde o menší sídlo vesnického typu s dlouhodobě výrazně rostoucí populací. K 31. prosinci 2014 zde žilo 735 lidí. Během roku 2014 populace klesla o 1,2 %.
| Rok            | 1961 | 1972 | 1983 | 1995 | 2001 | 2003 | 2004 | 2005 | 2006 | 2007 | 2008 | 2009 | 2010 | 2011 | 2012 | 2013 | 2014 |
| -------------- | ---- | ---- | ---- | ---- | ---- | ---- | ---- | ---- | ---- | ---- | ---- | ---- | ---- | ---- | ---- | ---- | ---- |
| Počet obyvatel | 367  | 316  | 293  | 364  | 382  | 421  | 461  | 498  | 548  | 597  | 653  | 703  | 759  | 742  | 735  | 744  | 735  |